# Luka Pibernik
Luka Pibernik (* 23. Oktober 1993 in Ljubljana) ist ein ehemaliger slowenischer Radrennfahrer.

## Karriere
Pibernik wurde 2013 und 2015 slowenischer Meister im Straßenrennen und gewann 2013 mit der zweiten Etappe der Czech Cycling Tour sein erstes Rennen des internationalen Kalenders.
2015 erhielt er einen Vertrag beim UCI WorldTeam Lampre-Merida, bei dem er bis zu seinem Karriereende blieb. Für dieses Team bestritt er mit der Tour de France 2016 seine erste von insgesamt vier Grand Tours, die er auf Platz 102 beenden konnte. Auf der sechsten Etappe der Eneco Tour 2016 gelang ihm als Sprintsieger einer fünfköpfigen Ausreißergruppe sein erster Erfolg in einem Rennen der UCI WorldTour.
Beim Giro d’Italia 2017 wähnte sich Pibernik im Sprintfinale der fünften Etappe bereits als Sieger und bejubelte am Zielstrich seinen vermeintlichen Sieg nach einer späten Attacke, übersah jedoch, dass noch eine weitere Schlussrunde zu fahren war.
Nachdem Pibernik von seiner Mannschaft – nunmehr unter dem Namen Bahrain-McLaren lizenziert – keinen Vertrag mehr erhalten hatte, beendete er nach Ablauf der Saison 2020 im Alter von 27 Jahren seine Karriere als Aktiver.

## Erfolge
2013
- Slowenischer Meister – Straßenrennen
- eine Etappe Czech Cycling Tour

2015
- Slowenischer Meister – Straßenrennen

2016
- eine Etappe Eneco Tour

## Grand-Tour-Platzierungen
| Grand Tour            | 2016 | 2017 | 2018 | 2019 | 2020 |
| --------------------- | ---- | ---- | ---- | ---- | ---- |
| Giro d’ItaliaGiro     | –    | 100  | –    | –    | –    |
| Tour de FranceTour    | 102  | –    | –    | –    | –    |
| Vuelta a EspañaVuelta | –    | –    | 142  | 109  | –    |